# نینا ماکارووا
نینا ماکارووا (انگلیسی: Nina Makarova; ۱۲ اوت ۱۹۰۸ – ۱۵ ژانویهٔ ۱۹۷۶) آهنگساز اهل امپراتوری روسیه بود. وی شیفته موسیقی فولکلور روسیه و ماری بود.
وی زیر نظر آهنگسازی همچون نیکولای میاسکوفسکی و آرام خاچاتوریان که در سال ۱۹۳۳ با وی ازدواج کرد، آموزش دید
نینا و آرام صاحب پسری به نام کارن شدند.